# Quacks
Quacks var en dansk folkgruppe, der eksisterede fra omkring 1967 til 1970. Den blev grundlagt under navnet Four Quacks af Kirsten Granau (vokal), Bent Steen (guitar) og Finn Holst Møller (bas). Ved et tilfælde kom Michael Bundesen med i sommeren 1967 som guitarist.
De spillede på bl.a. barer, restauranter og markeder, og endte på et tidspunkt hos entertaineren Fritz Ruzickas Dancing Cabaret, hvor de vandt en talentpris. Flere aviser roste gruppen for at synge på dansk.
Møller forlod dog gruppen inden de begyndte at indspille, og de gik derfor i studiet som en trio. De udgav også singlen "Boink", som formåede at nå fjerdepladsen på den første udgave af den nyetablerede Dansktop-hitliste. Ugen efter var den nummer fem, og herefter røg den ud af listen. De udgav singlen "Gustav" / "Solskin Ombord", hvor "Gustav" var en Gustav Winckler-parodi, som Berlingske skrev var "afsindig morsom gjort".
De skiftede dog kort efter til at synge på engelsk, og de indspillede deres engelsksprogede debutalbum Danish Design i marts 1968.
Bundesen og Granau forlod gruppen i 1969, og de blev erstattet af Michael Elo og hans søster Ianne Elo. Med den nye sammensætning indspillede og udgav de yderligere en single "Bum" / "Bang", som udkom i 1969. Gruppen fortsatte i omkring et år herefter, inden den gik i opløsning.

## Diskografi
Album
- Danish Design (1968)

Singler
- "Boink" (1968)
- "Gustav" / "Solskin Ombord" (1968)
- "Bum" / "Bang" (1969)